# 哈特角半島
77°47′S 166°51′E / 77.783°S 166.850°E
哈特角半島（英語：Hut Point Peninsula）是南極洲的半島，位於羅斯島南部，長24公里、寬4.8公里，英國探險家羅伯特·斯科特在該半島建立基地，美國和新西蘭均在該半島建立基地。